# Турци
Турци́ (лак. Ттурци) — село в Лакском районе Дагестана. Входит в состав Хунинского сельсовета.

## География
Село находится на расстоянии 5 км к северо-востоку от села Кумух, административного центра района.

## Население
| 1895 | 1926 | 1939 | 1970 | 1989 | 2002 | 2010 |
| ---- | ---- | ---- | ---- | ---- | ---- | ---- |
| 100  | ↘75  | ↗79  | ↘24  | ↘13  | ↗19  | ↗38  |
| 2021 |      |      |      |      |      |      |
| ↗51  |      |      |      |      |      |      |